# Enoplognatha bobaiensis
Enoplognatha bobaiensis är en spindelart som beskrevs av Zhu 1998. Enoplognatha bobaiensis ingår i släktet Enoplognatha och familjen klotspindlar. Inga underarter finns listade i Catalogue of Life.